# Найкращі бомбардири НХЛ (кар'єра)
Найкращі бомбардири НХЛ — це список хокеїстів ліги, котрі за свою кар'єру в НХЛ набрали найбільшу кількість результативних балів.
Перше місце з величезним відривом (970 очок) посідає Вейн Грецкі, котрий також є єдиним хокеїстом, хто зумів подолати позначку у 2000 набраних очок.

## Регулярний чемпіонат
Пояснення: 
Жирним шрифтом виділені прізвища хокеїстів, котрі продовжують свої виступи в лізі; 
Після зазначення років виступів гравців, у дужках вказана кількість сезонів, в котрих хокеїст зіграв хоча б один матч; 
Хокеїсти, прапор перед прізвищами котрих відсутній — є канадійцями; 
Після назви клубу, за який виступав гравець, у дужках вказана загальна кількість очок, набраних хокеїстом у даному клубі.
Останнє оновлення: 22 листопада 2014 року
| №  | Гравець          | Роки виступів  | Ігри | Голи | Паси | Очки | Клуби |
| -- | ---------------- | -------------- | ---- | ---- | ---- | ---- | --- |
| 1  | Вейн Грецкі      | 1979-1999 (20) | 1487 | 894  | 1963 | 2857 | «Едмонтон» (1669), «Лос-Анжелес» (918), «Сент-Луїс» (21), «Рейнжерс» (249)                                                                                |
| 2  | Марк Мессьє      | 1979-2004 (25) | 1756 | 694  | 1193 | 1887 | «Едмонтон» (1034), «Рейнджерс» (691), «Ванкувер» (162) |
| 3  | Горді Хоу        | 1946-1980 (26) | 1767 | 801  | 1049 | 1850 | «Детройт» (1809), «Гартфорд» (41) |
| 4  | Рон Френсіс      | 1981-2004 (23) | 1731 | 549  | 1249 | 1798 | «Гартфорд» (821), «Піттсбург» (613), «Кароліна» (354), «Торонто» (10)                                                                                     |
| 5  | Марсель Діонн    | 1971-1989 (18) | 1348 | 731  | 1040 | 1771 | «Детройт» (366), «Лос-Анджелес» (1307), «Рейнджерс» (98)                                                                                                  |
| 6  | Яромир Ягр       | з 1990 (21)    | 1493 | 708  | 1059 | 1767 | «Піттсбург» (1079), «Вашингтон» (201), «Рейнджерс» (319), «Філадельфія» (54), «Даллас» (26), «Бостон» (9), «Нью-Джерсі» (79)                              |
| 7  | Стів Айзерман    | 1983-2006 (22) | 1514 | 692  | 1063 | 1755 | «Детройт» (1755) |
| 8  | Маріо Лем'є      | 1984-2006 (17) | 915  | 690  | 1033 | 1723 | «Піттсбург» (1723) |
| 9  | Джо Сакік        | 1988-2009 (20) | 1389 | 625  | 1016 | 1641 | «Квебек» (626), «Колорадо» (1015) |
| 10 | Філ Еспозіто     | 1963-1981 (18) | 1282 | 717  | 873  | 1590 | «Чикаго» (174), «Бостон» (1012), «Рейнджерс» (404) |
| 11 | Рей Бурк         | 1979-2001 (22) | 1612 | 410  | 1169 | 1579 | «Бостон» (1506), «Колорадо» (73) |
| 12 | Марк Реккі       | 1988-2011 (22) | 1652 | 577  | 956  | 1533 | «Піттсбург» (385), «Філадельфія» (627), «Монреаль» (322), «Кароліна» (7), «Атланта» (40), «Тампа-Бей» (45), «Бостон» (107)                                |
| 13 | Пол Коффі        | 1980-2001 (21) | 1409 | 396  | 1135 | 1531 | «Едмонтон» (669), «Піттсбург» (440), «Лос-Анжелес» (62), «Детройт» (239), «Гартфорд» (8), «Філадельфія» (55), «Чикаго» (4), «Кароліна» (50), «Бостон» (4) |
| 14 | Стен Микита      | 1958-1980 (22) | 1394 | 541  | 926  | 1467 | «Чикаго» (1467) |
| 15 | Теему Селянне    | 1992-2014 (21) | 1451 | 684  | 773  | 1457 | «Вінніпег-1972» (306), «Анагайм» (988), «Сан-Хосе» (131), «Колорадо» (32)                                                                                 |
| 16 | Брайан Троттьє   | 1975-1994 (18) | 1279 | 524  | 901  | 1425 | «Айлендерс» (1353), «Піттсбург» (72) |
| 17 | Адам Оутс        | 1985-2004 (19) | 1337 | 341  | 1079 | 1420 | «Детройт» (199), «Сент-Луїс» (286), «Бостон» (499), «Вашингтон» (363), «Філадельфія» (10), «Анагайм» (45), «Едмонтон» (18)                                |
| 18 | Дуг Гілмор       | 1983-2003 (20) | 1474 | 450  | 964  | 1414 | «Сент-Луїс» (354), «Калгарі» (295), «Торонто» (452), «Нью-Джерсі» (75), «Чикаго» (112), «Баффало» (55), «Монреаль» (71)                                   |
| 19 | Дейл Хаверчук    | 1981-1997 (16) | 1188 | 518  | 891  | 1409 | «Вінніпег-1972» (929), «Баффало» (385), «Сент-Луїс» (41), «Філадельфія» (54)                                                                              |
| 20 | Ярі Куррі        | 1980-1998 (17) | 1251 | 601  | 797  | 1398 | «Едмонтон» (1043), «Лос-Анжелес» (293), «Рейнджерс» (5), «Анагайм» (35), «Колорадо» (22)                                                                  |
| 21 | Люк Робітайл     | 1986-2006 (19) | 1431 | 668  | 726  | 1394 | «Лос-Анжелес» (1154), «Піттсбург» (42), «Рейнджерс» (117), «Детройт» (81)                                                                                 |
| 22 | Бретт Халл       | 1986-2006 (19) | 1269 | 741  | 650  | 1391 | «Калгарі» (51), «Сент-Луїс» (936), «Даллас» (196), «Детройт» (207), «Аризона» (1)                                                                         |
| 23 | Майк Модано      | 1989-2011 (21) | 1499 | 561  | 813  | 1374 | «Норз-Старс» (309), «Даллас» (1050), «Детройт» (15) |
| 24 | Джонні Буцик     | 1955-1978 (23) | 1540 | 556  | 813  | 1369 | «Детройт» (30), «Бостон» (1339) |
| 25 | Брендан Шенаген  | 1987-2009 (21) | 1524 | 656  | 698  | 1354 | «Нью-Джерсі» (228), «Сент-Луїс» (306), «Гартфорд» (79), «Детройт» (633), «Рейнджерс» (108)                                                                |
| 26 | Гі Лефлер        | 1971-1991 (17) | 1126 | 560  | 793  | 1353 | «Монреаль» (1246), «Рейнджерс» (45), «Квебек» (62) |
| 27 | Матс Сундін      | 1990-2009 (18) | 1346 | 564  | 785  | 1349 | «Квебек» (334), «Торонто» (987), «Ванкувер» (28) |
| 28 | Дейв Андрейчук   | 1982-2006 (23) | 1639 | 640  | 698  | 1338 | «Баффало» (804), «Торонто» (219), «Нью-Джерсі» (150), «Бостон» (33), «Колорадо» (3), «Тампа-Бей» (129)                                                    |
| 29 | Дені Савар       | 1980-1997 (17) | 1196 | 473  | 865  | 1338 | «Чикаго» (1096), «Монреаль» (179), «Тампа-Бей» (63) |
| 30 | Майк Гартнер     | 1979-1998 (19) | 1432 | 708  | 627  | 1335 | «Вашингтон» (789), «Норз-Старс» (84), «Рейнджерс» (286), «Торонто» (86), «Аризона» (90)                                                                   |
| 31 | П'єр Тарджон     | 1987-2007 (19) | 1294 | 515  | 812  | 1327 | «Баффало» (323), «Айлендерс» (340), «Монреаль» (127), «Сент-Луїс» (355), «Даллас» (129), «Колорадо» (53)                                                  |
| 32 | Жільбер Перро    | 1970-1987 (17) | 1191 | 512  | 814  | 1326 | «Баффало» (1326) |
| 33 | Алекс Дельвеккіо | 1950-1974 (24) | 1549 | 456  | 825  | 1281 | «Детройт» (1281) |
| 34 | Ел Макінніс      | 1981-2004 (23) | 1416 | 340  | 934  | 1274 | «Калгарі» (822), «Сент-Луїс» (452) |
| 35 | Жан Ратель       | 1960-1981 (21) | 1281 | 491  | 776  | 1267 | «Рейнджерс» (817), «Бостон» (450) |
| 36 | Петер Штясний    | 1980-1995 (15) | 977  | 450  | 789  | 1239 | «Квебек» (1048), «Нью-Джерсі» (173), «Сент-Луїс» (18) |
| 37 | Філ Гауслі       | 1982-2003 (21) | 1495 | 338  | 894  | 1232 | «Баффало» (558), «Вінніпег-1972» (259), «Сент-Луїс» (22), «Калгарі» (238), «Нью-Джерсі» (16), «Вашингтон» (71), «Чикаго» (68)                             |
| 38 | Норм Ульман      | 1955-1975 (20) | 1410 | 490  | 739  | 1229 | «Детройт» (758), «Торонто» (471) |
| 39 | Жан Беліво       | 1950-1971 (20) | 1125 | 507  | 712  | 1219 | «Монреаль» (1219) |
| 40 | Джеремі Ренік    | 1988-2009 (20) | 1363 | 513  | 703  | 1216 | «Чикаго» (596), «Аризона» (379), «Філадельфія» (173), «Лос-Анджелес» (22), «Сан-Хосе» (46)                                                                |
| 41 | Ларрі Мерфі      | 1980-2001 (21) | 1615 | 287  | 929  | 1216 | «Лос-Анжелес» (207), «Вашингтон» (344), «Норз-Старс» (93), «Піттсбург» (301), «Торонто» (100), «Детройт» (171)                                            |
| 42 | Джо Торнтон      | з 1997 (17)    | 1229 | 349  | 865  | 1214 | «Бостон» (454), «Сан-Хосе» (760) |
| 43 | Боббі Кларк      | 1969-1984 (15) | 1144 | 358  | 852  | 1210 | «Філадельфія» (1210) |
| 44 | Берні Ніколлс    | 1981-1999 (18) | 1127 | 475  | 734  | 1209 | «Лос-Анджелес» (758), «Рейнджерс» (110), «Едмонтон» (89), «Нью-Джерсі» (66), «Чикаго» (111), «Сан-Хосе» (75)                                              |
| 45 | Венсан Дамфусс   | 1986-2004 (18) | 1378 | 432  | 773  | 1205 | «Торонто» (329), «Едмонтон» (89), «Монреаль» (498), «Сан-Хосе» (289)                                                                                      |
| 46 | Діно Сісареллі   | 1980-1999 (19) | 1232 | 608  | 592  | 1200 | «Норз-Старс» (651), «Вашингтон» (209), «Детройт» (240), «Тампа-Бей» (77), «Флорида» (23)                                                                  |
| 47 | Род Бріндамор    | 1989-2010 (20) | 1484 | 452  | 732  | 1184 | «Сент-Луїс» (110), «Філадельфія» (601), «Кароліна» (473)                                                                                                  |
| 48 | Сергій Федоров   | 1990-2009 (18) | 1248 | 483  | 696  | 1179 | «Детройт» (954), «Анагайм» (66), «Колумбус» (113), «Вашингтон» (46)                                                                                       |
| 49 | Джером Ігінла    | з 1995 (18)    | 1330 | 562  | 615  | 1177 | «Калгарі» (1095), «Піттсбург» (11), «Бостон» (61), «Колорадо» (10)                                                                                        |
| 50 | Боббі Халл       | 1957-1980 (16) | 1063 | 610  | 560  | 1170 | «Чикаго» (1153), «Вінніпег-1972» (10), «Гартфорд» (7) |
| 51 | Мартен Сан-Луї   | 1998-2015 (16) | 1134 | 391  | 642  | 1033 | «Калгарі» (20), «Тампа-Бей» (953), «Рейнджерс» (60) |

### Діючі гравці НХЛ
| № | Гравець          | Роки виступів | Ігри | Голи | Паси | Очки | Клуби |
| - | ---------------- | ------------- | ---- | ---- | ---- | ---- | --- |
| 1 | Яромир Ягр       | з 1990 (20)   | 1409 | 686  | 1016 | 1702 | «Піттсбург» (1079), «Вашингтон» (201), «Рейнджерс» (319), «Філадельфія» (54), «Даллас» (26), «Бостон» (9), «Нью-Джерсі» (14) |
| 2 | Джо Торнтон      | з 1997 (17)   | 1229 | 349  | 865  | 1214 | «Бостон» (454), «Сан-Хосе» (760)                                                                                             |
| 3 | Джером Ігінла    | з 1995 (18)   | 1330 | 562  | 615  | 1177 | «Калгарі» (1095), «Піттсбург» (11), «Бостон» (61), «Колорадо» (10)                                                           |
| 4 | Маріан Госса     | з 1997 (17)   | 1109 | 466  | 540  | 1006 | «Оттава» (390), «Атланта» (248), «Піттсбург» (10), «Детройт» (71), «Чикаго» (287)                                            |
| 5 | Патрік Еліаш     | з 1995 (19)   | 1175 | 395  | 598  | 993  | «Нью-Джерсі» (993) |
| 6 | Патрік Марло     | з 1997 (17)   | 1269 | 443  | 506  | 949  | «Сан-Хосе» (949) |
| 7 | Венсан Лекавальє | з 1998 (16)   | 1117 | 405  | 512  | 917  | «Тампа-Бей» (874), «Філадельфія» (43)                                                                                        |
| 8 | Бред Річардс     | з 2000 (14)   | 1001 | 279  | 600  | 879  | «Тампа-Бей» (489), «Даллас» (227), «Рейнджерс» (151), «Чикаго» (12)                                                          |
| 9 | Шейн Доун        | з 1995 (19)   | 1335 | 360  | 514  | 874  | «Вінніпег-1972» (17), «Аризона» (857)                                                                                        |

## Плей-оф
Нижче подані списки найкращих бомбардирів НХЛ в матчах плей-оф.
| №  | Гравець         | Роки виступів | Ігри | Голи | Паси | Очки | Клуби |
| -- | --------------- | ------------- | ---- | ---- | ---- | ---- | --- |
| 1  | Вейн Грецкі     | 1979-1999     | 208  | 122  | 260  | 382  | «Едмонтон» (252), «Лос-Анджелес» (94), «Сент-Луїс» (16), «Рейнджерс» (20)                                 |
| 2  | Марк Мессьє     | 1979-2004     | 236  | 109  | 260  | 295  | «Едмонтон» (215), «Рейнджерс» (80)                                                                        |
| 3  | Ярі Куррі       | 1980-1998     | 200  | 106  | 127  | 233  | «Едмонтон» (202), «Лос-Анджелес» (20), «Рейнджерс» (8), «Анагайм» (3)                                     |
| 4  | Гленн Андерсон  | 1980-1996     | 225  | 93   | 121  | 214  | «Едмонтон» (183), «Торонто» (18), «Рейнджерс» (6), «Сент-Луїс» (7),                                       |
| 5  | Яромир Ягр      | 1990-2013     | 202  | 78   | 121  | 199  | «Піттсбург» (147), «Вашингтон» (7), «Рейнджерс» (27), «Філадельфія» (8), «Бостон» (10)                    |
| 6  | Пол Коффі       | 1980-2001     | 194  | 59   | 137  | 196  | «Едмонтон» (103), «Піттсбург» (26), «Лос-Анджелес» (7), «Детройт» (50), «Філадельфія» (9), «Кароліна» (1) |
| 7  | Бретт Галл      | 1985-2006     | 202  | 103  | 87   | 190  | «Калгарі» (3), «Сент-Луїс» (117), «Даллас» (46), «Детройт» (24)                                           |
| 8  | Джо Сакік       | 1988-2009     | 172  | 84   | 104  | 188  | «Квебек» (11), «Колорадо» (177)                                                                           |
| 9  | Дуг Гілмор      | 1983-2003     | 182  | 60   | 128  | 188  | «Сент-Луїс» (55), «Калгарі» (28), «Торонто» (77), «Нью-Джерсі» (11), «Баффало» (7), «Монреаль» (10)       |
| 10 | Стів Айзерман   | 1983-2006     | 196  | 70   | 115  | 185  | «Детройт» (185)                                                                                           |
| 11 | Браєн Троттьє   | 1975-1994     | 221  | 71   | 113  | 184  | «Айлендерс» (170), «Піттсбург» (14)                                                                       |
| 12 | Ніклас Лідстрем | 1991-2012     | 263  | 54   | 129  | 183  | «Детройт» (183)                                                                                           |
| 13 | Рей Бурк        | 1979-2001     | 214  | 41   | 139  | 180  | «Бостон» (161), «Колорадо» (19)                                                                           |
| 14 | Жан Беліво      | 1950-1971     | 162  | 79   | 97   | 176  | «Монреаль» (176)                                                                                          |
| 15 | Сергій Федоров  | 1990-2009     | 183  | 52   | 124  | 176  | «Детройт» (163), «Вашингтон» (13)                                                                         |
| 16 | Дені Савар      | 1980-1997     | 169  | 66   | 109  | 175  | «Чикаго» (145), «Монреаль» (30)                                                                           |
| 17 | Маріо Лем'є     | 1984-2006     | 107  | 76   | 96   | 172  | «Піттсбург» (172)                                                                                         |
| 18 | Петер Форсберг  | 1994-2011     | 151  | 64   | 107  | 171  | «Квебек» (6), «Колорадо» (153), «Філадельфія» (8), «Нешвілл» (4)                                          |
| 19 | Деніс Потвін    | 1973-1988     | 185  | 56   | 108  | 164  | «Айлендерс» (164)                                                                                         |
| 20 | Майк Боссі      | 1977-1987     | 129  | 85   | 75   | 160  | «Айлендерс» (160)                                                                                         |
| 21 | Горді Хоу       | 1946-1980     | 157  | 68   | 92   | 160  | «Детройт» (158), «Гартфорд» (2)                                                                           |
| 22 | Боббі Сміт      | 1978-1993     | 184  | 64   | 96   | 160  | «Норз-Старс» (76), «Монреаль» (84)                                                                        |
| 23 | Ел Мак-Інніс    | 1981-2004     | 177  | 39   | 121  | 160  | «Калгарі» (102), «Сент-Луїс» (58)                                                                         |
| 24 | Клод Лем'є      | 1983-2009     | 234  | 80   | 77   | 157  | «Монреаль» (44), «Нью-Джерсі» (57), «Колорадо» (55), «Даллас» (1)                                         |
| 25 | Адам Оутс       | 1985-2004     | 163  | 42   | 114  | 156  | «Детройт» (39), «Сент-Луїс» (34), «Бостон» (48), «Вашингтон» (20), «Філадельфія» (2), «Анагайм» (13)      |

### Діючі гравці НХЛ
| №  | Гравець           | Роки виступів | Ігри | Голи | Паси | Очки | Клуби                                                                                  |
| -- | ----------------- | ------------- | ---- | ---- | ---- | ---- | -------------------------------------------------------------------------------------- |
| 1  | Яромир Ягр        | з 1990        | 202  | 78   | 121  | 199  | «Піттсбург» (147), «Вашингтон» (7), «Рейнджерс» (27), «Філадельфія» (8), «Бостон» (10) |
| 2  | Маріан Госса      | з 1997        | 171  | 45   | 82   | 127  | «Оттава» (34), «Атланта» (1), «Піттсбург» (26), «Детройт» (15), «Чикаго» (51)          |
| 3  | Патрік Еліаш      | з 1995        | 162  | 45   | 80   | 125  | «Нью-Джерсі» (125)                                                                     |
| 4  | Кріс Пронгер      | з 1993        | 173  | 26   | 95   | 121  | «Сент-Луїс» (51), «Едмонтон» (21), «Анагайм» (30), «Філадельфія» (19)                  |
| 5  | Генрік Зеттерберг | з 2002        | 125  | 56   | 60   | 116  | «Детройт» (116)                                                                        |
| 6  | Данієль Брієр     | з 1997        | 108  | 50   | 59   | 109  | «Аризона» (3), «Баффало» (34), «Філадельфія» (72)                                      |
| 7  | Сідні Кросбі      | з 2005        | 95   | 41   | 73   | 114  | «Піттсбург» (114)                                                                      |
| 8  | Євген Малкін      | з 2006        | 96   | 42   | 69   | 111  | «Піттсбург» (111)                                                                      |
| 9  | Павло Дацюк       | з 2001        | 145  | 39   | 69   | 108  | «Детройт» (103)                                                                        |
| 10 | Патрік Марло      | з 1997        | 147  | 60   | 43   | 103  | «Сан-Хосе» (103)                                                                       |